# Santa Barbara (titolo cardinalizio)
Santa Barbara (in latino: Titulus Sanctae Barbarae) è un titolo cardinalizio istituito da papa Giulio III il 4 dicembre 1551 e soppresso da papa Sisto V nel 1587.
La chiesa su cui insiste ha origini molto antiche, essendo menzionata già nel catalogo di Cencio Camerario del 1192. Essa fu parrocchia, soppressa da papa Clemente VII.

## Titolari
- Giovanni Andrea Mercurio † (4 dicembre 1551 - 18 agosto 1553 nominato cardinale presbitero di San Ciriaco alle Terme Diocleziane)
- Pierdonato Cesi † (9 giugno 1570 - 16 giugno 1570 nominato cardinale presbitero di San Vitale)
- Gaspar Zúñiga Avellaneda † (16 giugno 1570 - 30 gennaio 1571 deceduto)